# Носители на орден „Свети Александър“ първа степен
Това е списък на наградените с орден „Свети Александър“ първа степен. Орденът представлява „Велик кръст“. Награждават се висши държавни служители и военни. Носи се на шарф през рамо.

## Кавалери
| Дата          | Кавалер |
| ------------- | --- |
| 17 юли 1883   | Принц Александър Олденбургски |
| 2 август 1889 | Захари Стоянов |
| 1907          | Генерал-лейтенант Данаил Николаев (с брилянти) |
| 1911          | Негово Кралевско Височество принц Антон Орлеански |
| 1912          | Граф Август фон Белград, таен съветник, оберст-кюхенмайстер на Негово Имперско и Кралско Апостолическо Величество                                                         |
| 1912          | Граф Робер дьо Бурбулон, обер-камергер на Царския Дворец |
| 1912          | Паул фон Брайтенбах, Императорски германски Министър на общите сгради |
| 1912          | Ханс фон Бьон, Генерал от свитата на Негово Величество Германския Император, комендант на Берлин                                                                          |
| 1912          | Генерал-лейтенант Фриц фон Белов, командир на 1-ва гвардейска дивизия от имперската германска армия                                                                       |
| 1912          | Генерал от инфантерията Фридрих фон Георги, действителен таен съветник, имперски и кралски министър на народната отбрана във Виена                                        |
| 1916          | Генерал-лейтенант Франц фон Вандел, Заместник на Кралевския Пруски Военен Министър (с мечове по средата)                                                                  |
| 1916          | Негова Светлост Княз Ханс Хайнрих XV фон Плес, Кралски Пруски полковник (с мечове отгоре)                                                                                 |
| 1917          | Граф Юлий Амброза, пазител на светата Кралска Унгарска Корона |
| 1917          | Ахмед Нисими бей, Имперски Османски Министър на Външните работи |
| 1917          | Али Фуад бей, първи секретар на Негово Величество Султана |
| 1917          | Генерал-лейтенант Алфред фон Бьокман, Началник на генералния щаб на групата армии „Шолц“                                                                                  |
| 6 юни 1917    | Д-р Вилхелм фон Боршт, таен съветник, главен кмет в Мюнхен |
| 1917          | Д-р Рихард Файскирхнер, таен съветник, бивш Министър, кмет на гр. Виена                                                                                                   |
| 1917          | Генерал от инфантерията Арнолд фон Винклер, Началник на 11-а Имперска Германска Армия (с мечове по средата)                                                               |
| 1917          | Барон Александър Естерхази цу Галанта, ербграф фон Форхтенщайн, граф, оберстхофмейстер на Нейно Императорско и Кралско Величество Австро-Унгарската императрица и Кралица |
| 1917          | Генерал-лейтенант Никола Жеков, Главнокомандващ на действащата армия (с мечове по средата)                                                                                |
| 1917          | Исмаил Дженани бей, Главен церемониал-майстер при Великото Везирство |
| 1918          | Фети Али бей, бивш Императорски Османски Извънреден пратеник и Пълномощен Министър в София                                                                                |
| 1918          | Адмирал Густав Бахман, началник на германската морска база на Балтийско море (с мечове по средата)                                                                        |
| 1918          | Негово Превъзходителство Георг фон Бройниг, държавен министър на финансите в Бавария                                                                                      |
| 1918          | Негово Превъзходителство д-р Фридрих фон Бретрайх, Кралски Баварски държавен Министър на вътрешните работи                                                                |
| 1918          | Негово Превъзходителство Фридрих фон Берг, действителен таен съветник, началник на Тайния Цивилен Кабинет на Негово Величество Германския Император                       |
| 1918          | Игнац фон Дарани, Имперски и Кралски таен съветник и бивши Кралски унгарски Министър, почетен подпредсетател на унгарския Червен кръст                                    |
| 1921          | Стефан Бобчев, бивш министър на народното просвещение |
| 1921          | Негово Превъзходителство Густав Оскар Валенберг, Кралски Шведски Извънреден пратеник и пълномощен Министър в Цариград                                                     |
| 1921          | Негово Превъзходителство Граф Херман Врангел, Бивш Кралски Шведски Извънреден пратеник и Полномощен Министър в Лондон                                                     |
| 1921          | Негово Превъзходителство Маркиз Венцеслас Р. де Вила Урутия, посланик на Негово Величество Испанския Крал в Рим                                                           |
| 1921          | Негово Превъзходителство Жозе де Леон Кинониес, Посланик на Негово Величество Испанския Крал в Париж                                                                      |
| 1921          | Негово Превъзходителство д-р Рихард фон Кюлман, държавен подсекретар на Външните работи в Берлин                                                                          |
| 1921          | Негово Превъзходителство д-р Еуген Ритер фон Книлинг, кралски баварски държавен министър                                                                                  |
| 1924          | Негово Високопреосвещенство Василий, Свети Доростоло-Червенски Митрополит                                                                                                 |
| 1924          | Франсоа Жорж-Пико, френски извънреден пратеник и пълномощен министър в София                                                                                              |
| 1924          | Негово Преосвещенство д-р Пол Вилхелм фон Кеплер, епископ на Ротенбург |
| 1929          | Негово Превъзходителство Казимир Бартел, Председател на Министерския съвет на Полша                                                                                       |
| 1929          | Генерал от пехотата Иван Вълков, Бивш Министър на войната |
| 1929          | Негово Превъзходителство Август Залески, Министър на външните работи на Полша                                                                                             |
| 1929          | Генерал от пехотата Велизар Лазаров, Началник на софийския първокласен гарнизон                                                                                           |
| 1930          | Негово Превъзходителство Леандро Арпинати, Кралски Италиански държавен подсекретар при Министерството на външните работи в Рим                                            |
| 1930          | Негово Превъзходителство Адмирал Граф Гвидо Бискарети ди Руфия, Генерал адютант на Негово Величество Италианския Крал                                                     |
| 1930          | Княз Франческо Лудовизи ди Пиомбино Бонкомпаньи, Римски губернатор |
| 1930          | Негово Превъзходителство Генерал от пехотата Джузеппе Баккари, Командир на Римския Армейски корпус                                                                        |
| 1930          | Негово Превъзходителство Франческо Джунта, Кралски Италиански държавен подсекретар при председателството на Министерския съвет на Рим                                     |
| 1933          | Негово превъзходителство Боголюб Евтич, Министър на външните работи на Югославия                                                                                          |
| 1933          | Негово Превъзходителство Коломан де Кания, Кралски унгарски министър на външните работи (№ 164)                                                                           |
| 1933          | Константин Иласиевич, Генрал, маршал на двора на Негово Величество Румънския Крал                                                                                         |
| 1934          | Негово Превъзходителство Павел Ангелеску, корпусен генерал, държавен Министър и адютант на Н.В.Румънския Крал                                                             |
| 1934          | Владимир Драндаров, досегашен началник на Канцеларията на Негово Величество Царя                                                                                          |
| 1934          | Негово превъзходителство Боголюб Евтич, Министър на външните работи на Югославия                                                                                          |
| 1934          | Негово превъзходителство Йон Инкулец, Министър на вътрешните работи на Румъния                                                                                            |
| 1934          | Ернест Балиф, генерал адютант, о.з. администратор на Кралските Домени в Румъния                                                                                           |
| 1935          | Негово Превъзходителство Вацлав Йенджиевич, Министър на народното просвещение на Полша                                                                                    |
| 1935          | Негово Превъзходителство Ханс Керл, Министър на Германия (№ 184) |

- Генерал от пехотата Рачо Петров (1861 – 1942) – I степен без мечове
- Генерал-лейтенант Радко Димитриев (1859 – 1918) – I степен с мечове
- Генерал от пехотата Никола Иванов (1861 – 1940) – I степен с брилянти
- Генерал-лейтенант Кирил Ботев (1856 – 1944) – I степен с мечове
- Генерал-майор Сава Муткуров (1852 – 1891) – I степен без мечове
- Генерал от пехотата Стилиян Ковачев (1860 – 1939) – I степен без мечове
- Генерал от пехотата Георги Тодоров (1858 – 1934) – I степен с мечове
- Генерал от пехотата Стефан Тошев (1859 – 1924) – I степен с мечове
- Генерал-лейтенант Михаил Савов (1857 – 1928) – I степен с мечове
- Генерал от пехотата Васил Кутинчев (1859 – 1941) – I степен с мечове
- Генерал-лейтенант Стефан Цанев (1881 – 1944) – I степен без мечове